# Proteste in Lituania del 1972
Le proteste in Lituania del 1972, definite anche Primavera di Kaunas, ebbero luogo il 18-19 maggio 1972 a Kaunas, nell'allora Repubblica Socialista Sovietica Lituana. I disordini furono innescati dall'autoimmolazione dello studente e patriota Romas Kalanta, e dalla proibizione ai cittadini di attenderne i funerali da parte della autorità. In risposta, migliaia di giovani dimostranti si riunirono nella strada principale della città, Laisvės alėja (Viale della Libertà), dando il via a proteste anti-governative nelle giornate del 18 e 19 maggio.

## L'antefatto
Il 14 maggio 1972, Romas Kalanta s'immolò dandosi fuoco nella piazza di fronte al teatro statale di Kaunas, per protestare contro il regime sovietico in Lituania, che opprimeva la lingua e la cultura del paese. L'ambulanza lo portò in ospedale già privo di sensi e dopo quattordici ore, il 15 maggio alle 4 del mattino, il ragazzo morì.

## Le proteste
Il 18 maggio, le autorità sovietiche anticiparono di 2 ore rispetto al previsto la sepoltura di Kalanta, temendo disordini e manifestazioni patriottiche.
La decisione suscitò lo sdegno dei presenti, perlopiù studenti e giovani lavoratori, che risposero con proteste, immediatamente contenute e disperse dal KGB, dalla Militsiya, e dalle truppe interne. Un raduno spontaneo provocò interruzioni del traffico in centro città; inoltre, quattro vetrine furono infrante, cinque ufficiali della Militsiya aggrediti e una motocicletta della Militsiya data alle fiamme.
Il giorno successivo, circa 3000 persone marciarono su Laisvės alėja; 402 furono arrestate. Secondo il New York Times moltissimi furono i feriti, mentre un membro delle truppe sovietiche fu ucciso..
Le imponenti dimostrazioni, che nel frattempo si erano allargate anche ad altre città della Lituania, furono infine soffocate dall'intervento massiccio di KGB, Militsiya e truppe paramilitari.

## Conseguenze
Oltre metà degli arrestati aveva meno di 20 anni; circa un quarto apparteneva al Komsomol.. Per sminuire il carattere politico degli eventi, gli arrestati furono incriminati per vandalismo. A 50 persone furono contestati reati civili, altre 10 ricevettero sentenze penali. Otto persone furono condannate a pene detentive fra i 12 e i 24 mesi. Altre 108 persone furono arrestate in dimostrazioni tenutesi in altre città.
Le agitazioni politiche proseguirono per tutto il 1972, anno in cui il KGB registrò un incremento nel numero di proteste antisovietiche. Si verificarono 13 altre auto-immolazioni, fra cui quella del 24enne V. Stonys a Varėna il 29 maggio, del 60nne A. Andriuškevičius a Kaunas il 3 giugno, del 62enne Zališauskas il 10 giugno, e del 40enne Juozapas Baracevičius a Šiauliai il 22 giugno..
Alla repressione dei moti patriottici seguì un inasprimento della censura, nonché della vigilanza sulle organizzazioni e sui raduni giovanili. Le autorità sovietiche lituane accusarono i "cosiddetti seguaci del movimento hippie" di aver fomentato le proteste.
Le comunità di immigrati lituani negli Stati Uniti d'America e in altri Paesi organizzarono manifestazioni di sostegno ai dimostranti.

## Memoria
L'anniversario del sacrificio di Romas Kalanta e delle successive dimostrazioni ("kalantinės") è osservato ogni anno a Kaunas. Sul luogo della sua auto-immolazione è stato eretto un monumento.
Il film lituano Vaikai iš „Amerikos“ viešbučio (I ragazzi dell'Hotel America) include scene tratte dalle manifestazioni di Kaunas.